# Gare de Gisors
Pour les articles homonymes, voir Gisors (homonymie).
La gare de Gisors, anciennement nommée Gisors-Embranchement, est une gare ferroviaire française de la ligne de Saint-Denis à Dieppe, située à proximité du centre-ville de Gisors, dans le département de l'Eure, en région Normandie. La situation particulière de la ligne Paris – Gisors, desservant l'extrémité sud-ouest rurale du département de l'Oise, fait que cette dernière est à cheval sur trois régions : Île-de-France, Hauts-de-France et Normandie.
C'est une gare SNCF, desservie par des trains de la ligne J du Transilien.

## Situation ferroviaire
Établie à 60 mètres d'altitude, la gare de Gisors est située au point kilométrique (PK) 68,418 de la ligne de Saint-Denis à Dieppe, entre les gares de Trie-Château (ouverte) et d'Éragny - Bazincourt (fermée).
Ancienne gare de bifurcation, elle est également l'origine de la ligne de Gisors-Embranchement à Pont-de-l'Arche (partiellement déclassée), avant l'ancienne gare de Gisors-Boisgeloup (dite aussi Gisors-Ville) et l'aboutissement au PK 34,1 de la ligne de Beauvais à Gisors-Embranchement (déclassée), après l'ancienne gare de Trie-Château.

## Histoire
La ligne de Pontoise à Dieppe atteint Gisors le 4 octobre 1868. Avec les omnibus, il faut alors 2 h 30 pour relier Paris.
La gare de Gisors sert de décor au film de Patrice Chéreau, Ceux qui m'aiment prendront le train (1998).
La desserte ferroviaire TER Gisors - Serqueux fut suspendue pour raisons de sécurité entre le 19 janvier 2009 et le 15 décembre 2013 à cause du mauvais état de la voie faute d'entretien, les circulations étant transférées sur route. Des travaux de remise en état Renouvellement Voie Ballast eurent lieu pendant cette période d'interruption. Depuis la réouverture, les trains circulent de nouveau (sauf les samedis, les dimanches et les jours de fête) et mettent moins de 40 minutes à rejoindre la gare de Serqueux (contre 1 heure en autocar et 50 minutes en autorail en 2008, avant les travaux). Ces premiers travaux, qui avaient été mal anticipés puisque les premières études ont eu lieu après la fermeture, se sont poursuivis par l'électrification jusqu'à Serqueux dont la phase d'enquête publique s'est déroulée en 2014. Des trains de fret ferroviaire traversent la gare de Gisors, utilisant un ancien raccordement remis en service à Serqueux, supprimant ainsi le tête à queue des machines dans cette gare, pour la desserte de l'hinterland du port du Havre, en délestage de la ligne de Paris-Saint-Lazare au Havre, particulièrement chargée. Entre 2017 et 2021, la desserte ferroviaire entre Gisors et Serqueux était en nouveau suspendue pour raisons de travaux de l’électrification. À partir du 22 juillet 2024, les trains de voyageurs entre Gisors et Serqueux (faisant partie du réseau TER Normandie) sont totalement remplacés par des autocars, en raison d'une fréquentation insuffisante.

## Fréquentation
De 2015 à 2023, selon les estimations de la SNCF, la fréquentation annuelle de la gare s'élève aux nombres indiqués dans le tableau ci-dessous.
| Année                      | 2015      | 2016      | 2017      | 2018    | 2019    | 2020    | 2021    | 2022    | 2023    |
| -------------------------- | --------- | --------- | --------- | ------- | ------- | ------- | ------- | ------- | ------- |
| Voyageurs                  | 951 206   | 943 223   | 928 598   | 782 890 | 773 992 | 439 629 | 694 639 | 787 548 | 792 793 |
| Voyageurs et non voyageurs | 1 189 008 | 1 179 029 | 1 160 748 | 978 613 | 967 490 | 549 536 | 868 298 | 984 435 | 990 992 |

## Service des voyageurs

### Accueil
Gare SNCF, elle dispose d'un bâtiment voyageurs, avec un guichet ouvert les jours ouvrés.

### Desserte
Gisors est desservie par les trains de la ligne J du Transilien, avec une amplitude horaire d'une à deux heures en heures creuses, et d'un train toutes les vingt à trente minutes en heures de pointe. Les trains sont généralement directs de Paris-Saint-Lazare à Argenteuil et omnibus jusqu'à Gisors. Aux heures de pointe, les trains sont le plus souvent directs de Paris à Argenteuil, desservent Val d'Argenteuil, Herblay, Conflans-Sainte-Honorine, Pontoise, Osny et Boissy-l'Aillerie, avant d'être soit omnibus jusqu'à Gisors, soit ne desservant pas les points d'arrêts les moins fréquentés entre Boissy-l'Aillerie et Gisors.

### Intermodalité
Un parc à vélos et un parking sont aménagés à ses abords.
La desserte de la gare est également assurée par les lignes 604, 605, 607, 609, 6123, 6136 et 6145 du réseau interurbain de l'Oise, ainsi que les lignes 206, 208, 210, 219 et 527 du réseau Nomad Cars.

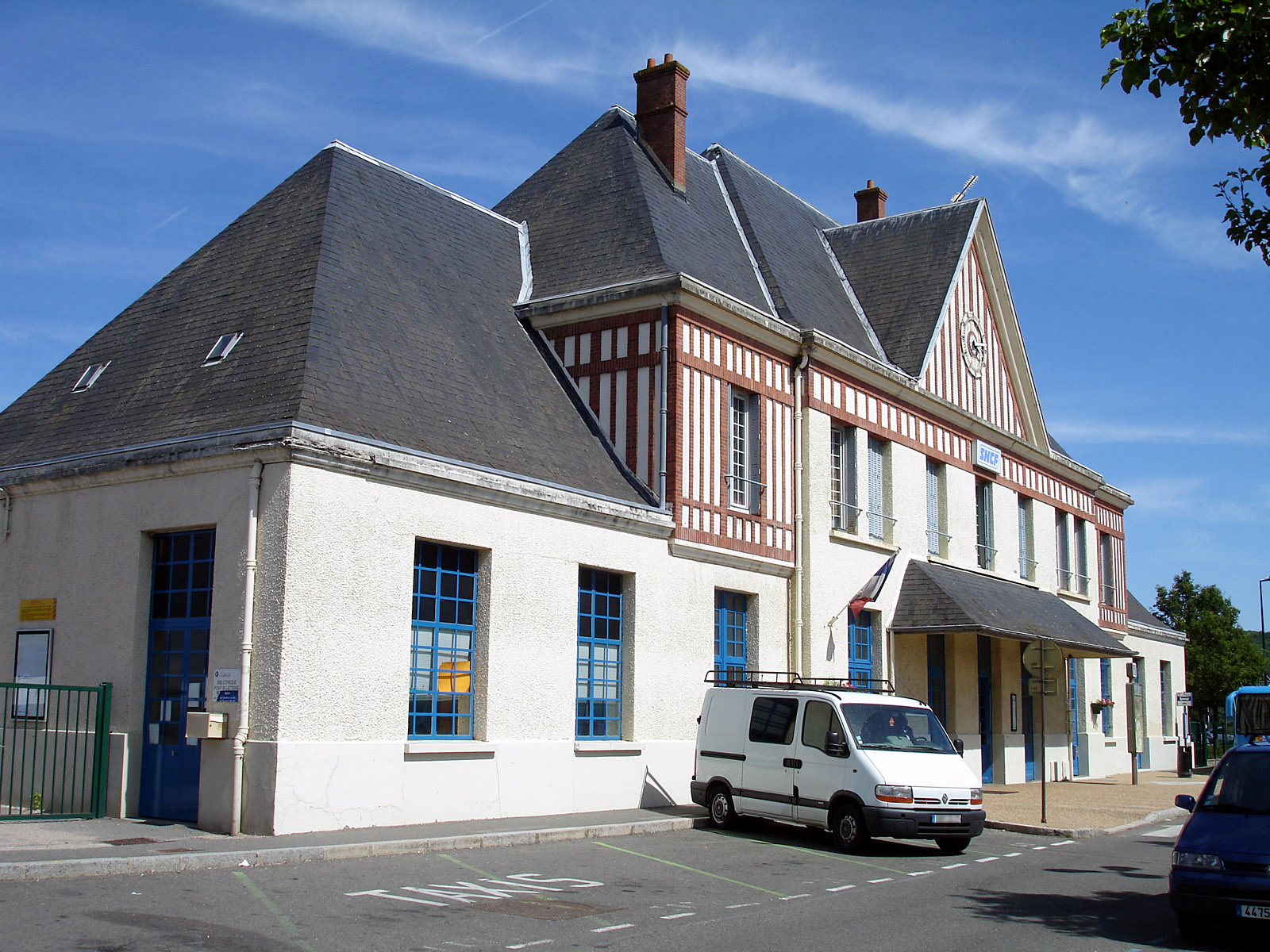
Bâtiment voyageurs.
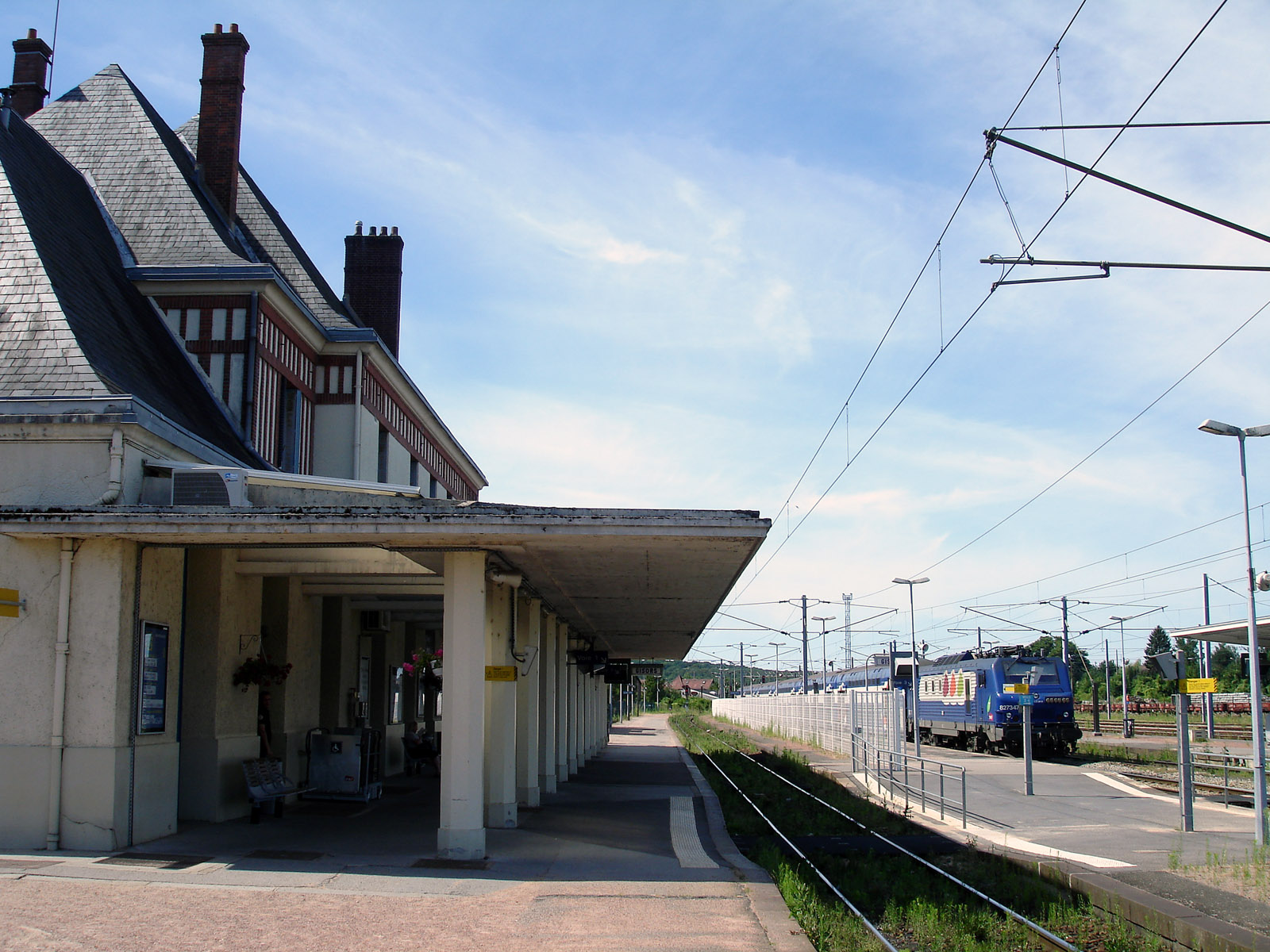
Quais en direction de Serqueux.
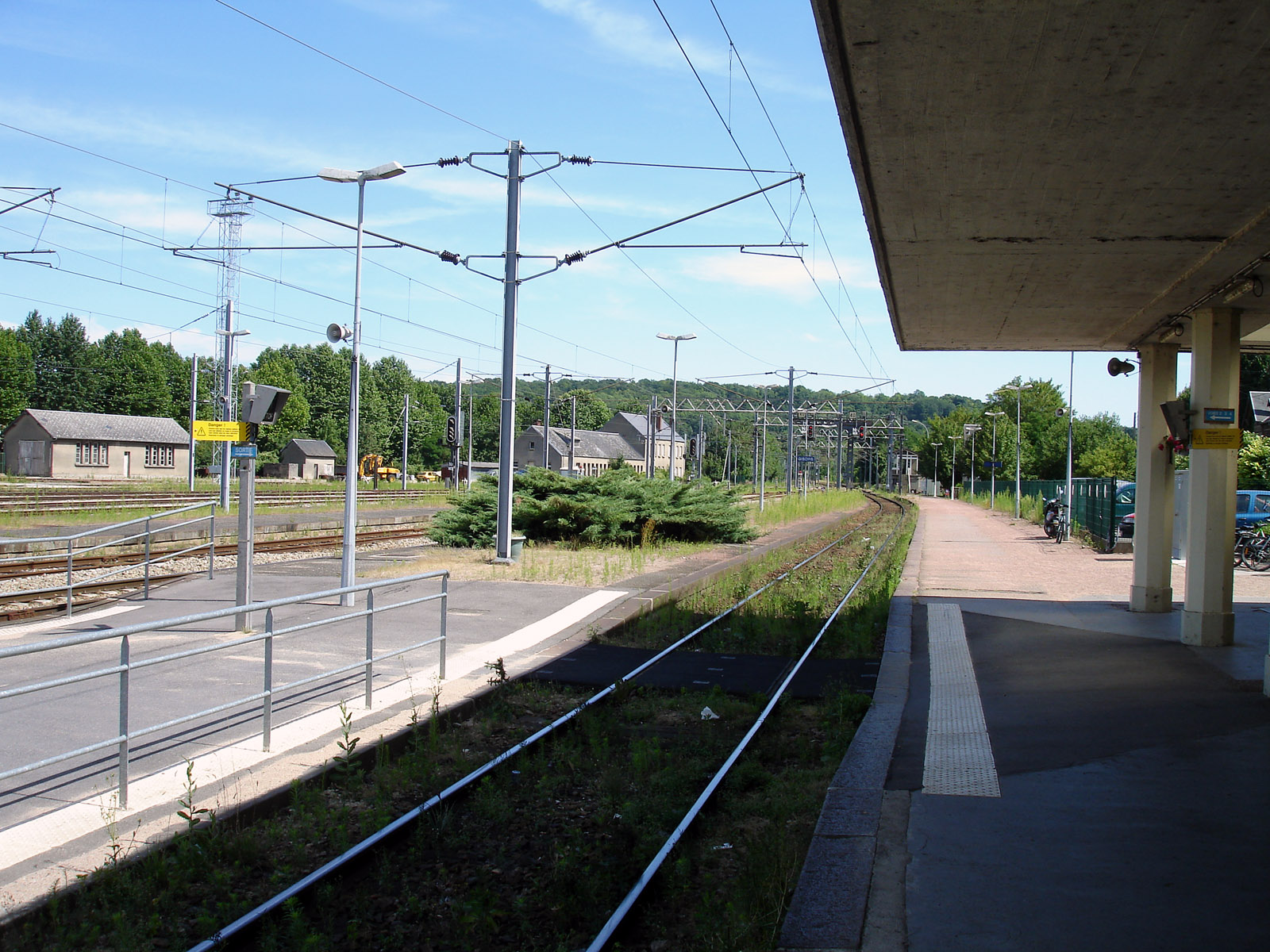
Quais en direction de Paris.
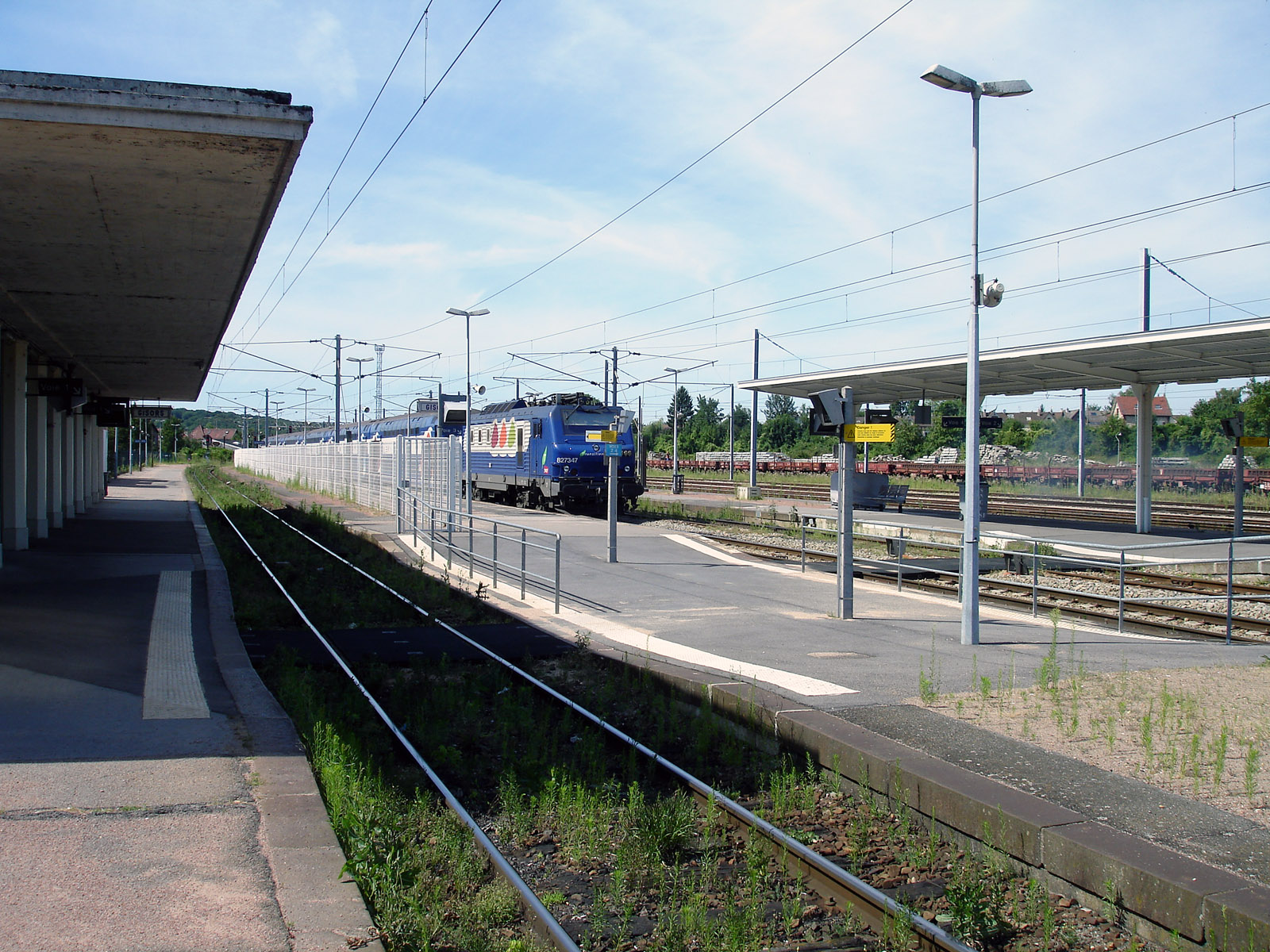
Vue d'ensemble des voies.